# Ostichthys convexus
Ostichthys convexus là một loài cá biển thuộc chi Ostichthys trong họ Cá sơn đá. Loài này được mô tả lần đầu tiên vào năm 2017.

## Từ nguyên
Tính từ định danh convexus trong tiếng Latinh có nghĩa là "lồi", hàm ý đề cập đến phần đầu trước nhô ra của loài cá này.

## Phân bố
O. convexus hiện chỉ được biết đến tại Myanmar (ngoài khơi vùng Ayeyarwady và vùng Tanintharyi). Loài này được tìm thấy ở vùng nước có độ sâu khoảng 116–129 m.

## Mô tả
Chiều dài cơ thể lớn nhất được ghi nhận ở O. convexus là 16,4 cm.
Số gai ở vây lưng: 12; Số tia vây ở vây lưng: 13; Số gai ở vây hậu môn: 4; Số tia vây ở vây hậu môn: 11; Số gai ở vây bụng: 1; Số tia vây ở vây bụng: 7; Số tia vây ở vây ngực: 16–17; Số vảy đường bên: 28–29.